# 厚姫
厚姫/阿津姫（あつひめ、こうひめ、宝暦9年3月19日（1759年4月16日） - 天明4年8月16日（1784年9月30日））は、福岡藩6代藩主黒田継高の十四女で、はじめ糸(いと)と呼ばれた。母は鷲尾隆照の娘・昭月院 。戒名玉台院

## 生涯
厚姫は透き通るような肌の美しい姫君だったと伝えられ、12歳の時、公家の醍醐冬香との縁談が持ち上がったものの結納もう間もなくとなった頃、冬香の持病が思わしくないとの理由で、やむを得ず結納を辞退した。そして間もなく、冬香は22歳の若さで亡くなるが、厚姫は江戸で亡くなる26歳までを生涯独身で過ごしたといわれている。
その後、黒田家菩提寺である圓應寺（福岡市）に厚姫の墓石が建てられ供養されていたが、戦後の混乱期、墓石泥棒により一時行方がわからなくなる事件がおこる。 厚姫の墓石は、武家や公家のお墓に多い五輪塔であったが、墓石泥棒の目には「石灯籠」と映ったようで、これを墓石と知らずに引き取った者が、実際に自宅の庭に墓石を配置していた。すると墓石を配した家系には不幸が起こり、ことごとく途絶えてしまった。何かの祟ではとの噂がたち、それでは寺で預かってもらうのが一番との話となり、厚姫が亡くなった200年目に偶然、圓應寺に戻ってきた。（この話は当時の西日本新聞や学研の月刊ムーにも掲載）
また、厚姫は光雲神社（福岡市中央区）の摂末社堅盤神社にて黒田重隆、職隆、忠之とともに祭神四柱の一人として祀られている。なぜ厚姫が神格化されたのか詳細は不明。
厚姫の墓石に刻まれた文字「栴檀香風」とは、法華経の序品にあることばで、文殊菩薩が「栴檀香風、悦可衆心」（よき教えは、栴檀のような香しい風となり、 多くの人々の こころを楽しませる）と読んだ詩にちなむもの。
圓應寺では毎年「光姫忌」の際、8月16日命日の厚姫の供養も催行されている。